# Ралица Ангелова (политик)
Ралица Тодорова Ангелова е българска юристка и политик от ГЕРБ. Народен представител от ГЕРБ в XLI, XLII и XLVIII народно събрание.

## Биография
Ралица Ангелова е родена на 10 май 1974 г. в град Елена, Народна република България. Завършва специалност „Право“ и придобива магистърска степен по социални дейности във ВТУ „Св. св. Кирил и Методий“. Работи като социален работник, главен специалист, директор на социални грижи и заместник-кмет на община Каспичан.
На местните избори през 2007 г. е избрана за общински съветник от ГЕРБ в община Каспичан. В периода от 2010 до 2012 г. е заместник областен управител от ГЕРБ на област Шумен, по време на първото правителство на Бойко Борисов.
През 2012  става депутатка на мястото на Красимир Минчев от ГЕРБ.